# Karben
Karben är en stad i Wetteraukreis i Regierungsbezirk Darmstadt i förbundslandet Hessen i Tyskland. Staden bildades 1 juli 1970 genom en sammanslagning av de tidigare kommunerna Klein-Karben, Groß-Karben, Kloppenheim, Okarben och Rendel. Burg-Gräfenrode ujppgick i staden 31 december 1971 och Petterweil 1 augusti 1972.